# Serraca punctinalis
Serraca punctinalis là một loài bướm đêm trong họ Geometridae.